# Station Marcinków
Station Marcinków is een spoorwegstation in de Poolse plaats Marcinków.